# Baselbieterdeutsch
Baselbieterdeutsch sagt man dem hochalemannischen Dialekt, der im Kanton Basel-Landschaft gesprochen wird. Er ist dem Dialekt, der im solothurnischen Leimental, dem Schwarzbubenland und dem nordwestlichen Teil des Kantons Aargau gesprochen wird, sehr ähnlich.

## Die Baselbieter Mundarten
Das Baselbieterdeutsch kommt in zwei Varianten vor, einer östlichen und einer westlichen. Die eine wird südlich von Muttenz bis in das obere Baselbiet gesprochen. Die andere ist im Birseck und im Leimental verbreitet. In Muttenz und anderen Vororten der Stadt spricht man miteinander einen Mischdialekt, in welchem städtische, westliche und östliche Elemente vorkommen. Allerdings hat da das Oberbaseldeutsch einen grösseren Einfluss als die anderen Dialekte.
Historisch spiegelt der Unterschied zwischen Ost und West die politischen und konfessionellen Verhältnisse, die in der Nordwestschweiz geherrscht haben: Das Birseck und das Laufental haben bis zum Untergang des Heiligen Römischen Reiches zum Fürstbistum Basel gehört und sind im späteren 16. Jahrhundert rekatholisiert worden, während das Oberbaselbiet der Stadt Basel untertan war und reformiert geblieben ist. Die Ämter Birseck und Aesch-Pfeffingen, die bis dann mit dem Katholizismus politisch enger verbunden waren, sind erst beim Wiener Kongress dem reformierten Kanton Basel zugesprochen worden.
Die Unterschiede zwischen den beiden Regionen liegen im Wortschatz als auch in den grammatischen Formen. Während man im östlichen Dialekt mr gönge, mr stönde und mr düeje für ‘wir gehen’, ‘wir stehen’ und ‘wir tun’ sagt, heisst es im westlichen eher mr göön, mr stöön und mr düen oder mr dien. Beim Wortschatz gibt es den Unterschied besonders im historischen Vokabular: Im Osten hat ein Bauer eine Gäissle ‘Geissel’ benötigt, um ein Pferd anzutreiben, im Westen einen Rieme. Seine Frau hat die Kartoffeln in einer Zäine ‘Korb’ eingesammelt, während die Birsecker einen Chorb verwendet haben. Die einen haben das Gemüse gschäärt ‘geschält’ und die anderen gschellt. Bei der Aussprache fällt die Entrundung besonders von /üe/ zu /ie/ in der westlichen Landschaft sowie in der Stadt auf. Aber im Gegensatz zur Stadt entspricht in der Mundart der Landschaft und teilweise auch des Schwarzbubenlandes dem baselstädtischen Kääs ‘Käse’ ein Chees, und wenn es den Hang hinuntergeht, ist es im Baselbiet geech ‘steil’ und nicht gääch.

## Mundartautoren
Auf Baselbieterdeutsch geschrieben haben vor allem der Ziefener Jonas Breitenstein (1828–1877) und der Wenslinger Traugott Meyer (1895–1959). Der vom Markgräfler Autor Johann Peter Hebel beeinflusste Breitenstein war ein Pionier der schweizerischen Dialektliteratur und schrieb im Stil des Poetischen Realismus. Meyer hatte mit seinen Gedichten, Erzählungen und Romanen weit über das Baselbiet hinaus Erfolg.

## Wörterbuch
- Hans Peter Muster, Beatrice Bürkli Flaig: Baselbieter Wörterbuch. Christoph Merian Verlag, Basel 2001.